# Пам'ятки історії Барського району
У Барському районі Вінницької області на обліку перебуває 88 пам'яток історії.
| № п/п | Охор. № | Найменування пам'ятки | Адреса                                                         | Дата (епоха)                                         | Дата відкриття або виявлення | Автори                    | Матеріал                        | Основні розміри                | Рішення про взяття під охорону |                     |
| ----- | ------- | --- | -------------------------------------------------------------- | ---------------------------------------------------- | ---------------------------- | ------------------------- | ------------------------------- | ------------------------------ | ------------------------------ | ------------------- |
| 1.    | 45      | Пам'ятник 36 воїнам-односельчанам, загиблим на фронтах ВВВ                                                                                                | с. Антонівка Антонівська с/р, біля клубу                       | 1941—1945 рр.                                        | 1968 р.                      | Київський художній фонд   | ск. з/бетон, пост. цегла        | ск. 1,6 м, п. 1,8х1,2х1,2 м    | № 313 10.06.1971 р.            |                     |
| 2.    | 78      | Будинок, в якому жив видатний український письменник М. М. Коцюбинський                                                                                   | м. Бар, Барська м/р, вул. Воровського, 13                      | 1872—1875 рр.                                        | поч. XIX ст.                 | невідомі                  | цегла                           | 279 м²                         | № 313 10.06.1971 р.            |                     |
| 3.    | 38      | Братська могила 474 учасників громадянської війни і 453 воїнів Радянської армії, загиблих при визволенні міста                                            | м. Бар, Барська м/р, вул. Горького                             | 1919 р., 1922 р., 1944 р.                            | 1952 р.                      | Львівський художній фонд  | ск. з/бетон, пост. бетон        | ск. 2,8 м, пост. 1,7х1,5х1,3 м | № 313 10.06.1971 р.            |                     |
| 4.    | 4       | Могила І. Є. Врублєвського, члена ЦВК | м. Бар, Барська м/р, кладовище                                 | 1897—1918 рр.                                        | 1918 р., рест.1985 р.        | Місцеві майстри           | з/бетон                         | об. 2,2 м 2х0,8х0,4 м          | № 75 20.02.1985 р.             |                     |
| 5.    | 5       | Пам'ятник 411 воїнам-односельчанам, загиблим на фронтах Великої Вітчизняної війни                                                                         | м. Бар, Барська м/р, пл. Дзержинського                         | 1941—1945 рр.                                        | 1983 р.                      | Львівський художній фонд  | з/бетон                         | об.10 м, ск. 4,5 м, п. 0,4 м   | № 75 20.02.1985 р.             |                     |
| 6.    | 6       | Пам'ятний знак на честь спорудження газопроводу «Союз» | м. Бар, Барська м/р, вул. Леніна                               | 1978—1979 рр.                                        | 1979 р.                      | місцеві майстри           | метал                           | висота 7,5 м, діаметр 1,4 м    | № 7520.02.1985 р.              |                     |
| 7.    | 5       | Братська могила жертв фашизму | м. Бар, Барська м/р, на кладовищі                              | 1942 р.                                              | 1997 р.                      | місцеві майстри           | бетон                           | 3,5х2,9 м²                     | № 44322.12.1997 р.             |                     |
| 8.    | 6       | Братська могила жертв фашизму | м. Бар, Барська м/р, на кладовищі                              | 1942 р.                                              | 1997 р.                      | -//-                      | бетон                           | 1,1х2,2 м²                     | -//-                           |                     |
| 9.    | 3       | Могила польських солдатів | м. Бар, Барська м/р, на кладовищі                              | 1920 р.                                              | 2001 р.                      | місцеві майстри           | граніт                          | 9,1х4,25 м                     | № 47029.12.2002 р.             |                     |
| 10.   | 2       | Пам'ятник 300 воїнам-односельчанам, загиблим на фронтах Великої Вітчизняної війни                                                                         |                                                                | с-ще Бар, Войнашівська с/р, біля залізничної станції | 1941—1945 рр.                | 1972 р.                   | Одеський художній фонд          | ск. з/бетон, пост. цегла       | ск. 3,5 м, п. 1,8х3,0х3,0 м.   | № 291 10.06.1972 р. |
| 11.   | 3       | Пам'ятник 66 воїнам-односельчанам, загиблим на фронтах Великої Вітчизняної війни                                                                          | с. Барок, Супівська с/р, біля клубу                            | 1941—1945 рр.                                        | 1974 р.                      | Київський художній фонд   | ск. з/бетон, пост. цегла        | ск. 3 м, п. 2х2,4х3 м          | № 291 10.06.1972 р.            |                     |
| 12.   | 7       | Пам'ятник 65 воїнам-односельчанам, загиблим на фронтах Великої Вітчизняної війни                                                                          | с. Біличин, Ялтушківська с/р, центр села                       | 1941—1945 рр.                                        | 1982 р.                      | Вінницький худ. фонд      | з/бетон                         | ск. 2,8 м, п. 1,4 м            | № 75 20.02.1985 р.             |                     |
| 13.   | 1       | Пам'ятник 96 воїнам-односельчанам, загиблим на фронтах Великої Вітчизняної війни                                                                          | с. Бригидівка, Ходацька с/р, центр села                        | 1941—1945 рр.                                        | 1991 р.                      | Вінницький худ. фонд      | з/бетон                         | ск. 2,5 м                      | № 14816.07.1992 р.             |                     |
| 14.   | 46      | Пам'ятник 49 воїнам-односельчанам, загиблим на фронтах Великої Вітчизняної війни                                                                          | с. Буцни, Журавлівська с/р, центр села                         | 1941—1945 рр.                                        | 1970 р.                      | Київський худ. фонд       | з/бетон                         | ск. 3,5 м, п. 2х1,4х3 м        | № 313 10.06.1971 р.            |                     |
| 15.   | 47      | Пам'ятник 48 воїнам-односельчанам, загиблим на фронтах Великої Вітчизняної війни                                                                          | с. Васютинці, Луко-Барська с/р, біля клубу                     | 1941—1945 рр.                                        | 1967 р.                      | Київський худ. фонд       | ск. з/бетон, пост. цегла        | ск. 3 м, п. 1х0,8х0,8 м        | № 313 10.06.1971 р.            |                     |
| 16.   | 48      | Пам'ятник 199 воїнам-односельчанам, загиблим на фронтах Великої Вітчизняної війни                                                                         | с. Верхівка Верхівська с/р, біля с/р                           | 1941—1945 рр.                                        | 1967 р.                      | Київський худ. фонд       | ск. з/бетон, пост. цегла        | ск. 2,8 м, п. 2х1х1 м          | № 313 10.06.1971 р.            |                     |
| 17.   | 3       | Довготривала вогнева споруда | с. Верхівка Верхівська с/р, 3 км на північний захід від села   | 1931—1934 рр.                                        | 1999 р.                      | ГВІУ Червоної армії       | з/бетон                         | 10 м                           | № 183 24.05.2000 р.            |                     |
| 18.   | 4       | Довготривала вогнева споруда | с. Верхівка Верхівська с/р, 2,5 км на північний захід          | 1931—1934 рр.                                        | 1999 р.                      | ГВІУ Червоної армії       | з/бетон                         | 10 м                           | № 183 24.05.2000 р.            |                     |
| 19.   | 5       | Довготривала вогнева споруда | с. Верхівка, Верхівська с/р, 2 км на північний захід           | 1931—1934 рр.                                        | 1999 р.                      | ГВІУ Червоної армії       | з/бетон                         | 10 м                           | № 183 24.05.2000 р.            |                     |
| 20.   | 6       | Довготривала вогнева споруда | с. Верхівка Верхівська с/р, 0,5 км на північний захід          | 1931—1934 рр.                                        | 1999 р.                      | ГВІУ Червоної армії       | з/бетон                         | 3 м                            | № 183 24.05.2000 р.            |                     |
| 21.   | 7       | Довготривала вогнева споруда | с. Верхівка, Верхівська с/р, 1,5 км на північний схід          | 1931—1934 рр.                                        | 1999 р.                      | ГВІУ Червоної армії       | з/бетон                         | 10 м                           | № 183 24.05.2000 р.            |                     |
| 22.   | 49      | Пам'ятник 105 воїнам-односельчанам, загиблим на фронтах Великої Вітчизняної війни                                                                         | с. Володіївці, Володієвецька с/р, біля клубу                   | 1941—1945 рр.                                        | 1967 р.                      | Вінницький худ. фонд      | ск. з/бетон, пост. цегла        | ск. 3 м, п. 1,2х1,2х1,2 м      | № 313 10.06.1971 р.            |                     |
| 23.   | 50      | Пам'ятник 103 воїнам-односельчанам, загиблим на фронтах ВВВ                                                                                               | с. Гайове, Гаївська с/р, біля Будинку культури                 | 1941—1945 рр.                                        | 1969 р.                      | Львівський художній фонд  | ск. з/бетон, пост. бетон        | ск. 4,5 м, п. 2,5х2,5х0,8 м    | № 313 10.06.1971 р.            |                     |
| 24.   | 3       | Братська могила більш як 3 тисяч жертв фашизму | с. Гайове, Гаївська с/р, північно-східна околиця села, в лісі  | 1942 р.                                              | 1992 р.                      | місцеві майстри           | об. бетон                       | об.4,5 м                       | № 501 20.12.1993 р.            |                     |
| 25.   | 8       | Пам'ятник 169 воїнам-односельчанам, загиблим на фронтах Великої Вітчизняної війни                                                                         | с. Гармаки, Гармаківська с/р, біля клубу                       | 1941—1945 рр.                                        | 1981 р.                      | Вінницький худ. фонд      | з/бетон, граніт                 | ск. 2,8 м, п. 1,5 м            | № 75 20.02.1985 р.             |                     |
| 26.   | 51      | Пам'ятник 64 воїнам-односельчанам, загиблим на фронтах Великої Вітчизняної війни                                                                          | с. Глинянка, Івановецька с/р, біля школи                       | 1941—1945 рр.                                        | 1968 р.                      | Київський художній фонд   | ск. з/бетон, пост. цегла        | ск. 2,5 м, п. 1,5х1,2х1,2м     | № 313 10.06.1971 р.            |                     |
| 27.   | 52      | Пам'ятник 62 воїнам-односельчанам, загиблим на фронтах Великої Вітчизняної війни                                                                          | с. Голубівка, Кузьминецька с/р, біля клубу                     | 1941—1945 рр.                                        | 1969 р.                      | Київський худ. фонд       | ск. з/бетон, пост. цегла        | ск. 2 м, п. 1,5х1,2х1,2 м      | № 313 10.06.1971 р.            |                     |
| 28.   | 53      | Пам'ятник 117 воїнам-односельчанам, загиблим на фронтах ВВВ                                                                                               | с. Гулі, Гулівська с/р, біля магазину                          | 1941—1945 рр.                                        | 1969 р.                      | Львівський художній фонд  | ск. з/бетон, пост. цегла        | ск. 2,7 м, п. 1,8х1,2х1,3 м    | № 313 10.06.1971 р.            |                     |
| 29.   | 39      | Братська могила 118 радянських воїнів, загиблих при визволенні села, і пам'ятник 98 воїнам-односельчанам, загиблим на фронтах Великої Вітчизняної війни   | с. Журавлівка, Журавлівська с/р, біля магазину                 | 1944 р., 1941—1944 рр.                               | 1958 р., 1967 р.             | Київський художній фонд   | ск. з/бетон, пост. цегла        | ск. 2,5 м, п. 1,7х1,3х3,2 м    | № 313 10.06.1971 р.            |                     |
| 30.   | 8       | Захисна підземна споруда | с. Журавлівка, Журавлівська с/р, 3,5 км на захід               | 1931—1934 рр.                                        | 1999 р.                      | ГВІУ Червоної армії       | з/бетон                         | 3х3 м                          | № 183 24.05.2000 р.            |                     |
| 31.   | 54      | Пам'ятник 136 воїнам-односельчанам, загиблим на фронтах Великої Вітчизняної війни                                                                         | с. Іванівці, Івановецька с/р, біля клубу                       | 1941—1945 рр.                                        | 1967 р.                      | Київський художній фонд   | ск. з/бетон, пост. цегла        | ск. 2,5, п. 1,5х1,3х1,2 м      | № 313 10.06.1971 р.            |                     |
| 32.   | 4       | Братська могила більш як 3 тисяч жертв фашизму | с. Іванівці, Івановецька с/р, в лісі                           | 1942 р.                                              | 1992 р.                      | місцеві майстри           | об. бетон                       | об. 4,5 м                      | № 50120.12.1993 р.             |                     |
| 33.   | 55      | Пам'ятник 178 воїнам-односельчанам, загиблим на фронтах Великої Вітчизняної війни                                                                         | с. Каришків, Каришківська с/р, біля школи                      | 1941—1945 рр.                                        | 1967 р.                      | Київський художній фонд   | ск. з/бетон, пост. цегла        | ск. 2,5 м, п. 1,8х1х1,1 м      | № 313 10.06.1971 р.            |                     |
| 34.   | 56      | Пам'ятник 67 воїнам-односельчанам, загиблим на фронтах ВВВ.                                                                                               | с. Киянівка, Митківська с/р, біля клубу                        | 1941—1945 рр.                                        | 1968 р.                      | Київський художній фонд   | ск. з/бетон, бетон, пост. цегла | ск. 2,5 м, пост. 1,5х1х1м      | № 313 10.06.1971 р.            |                     |
| 35.   | 1       | Пам'ятник 51 воїнові-односельчанину, що полягли на фронтах ВВВ                                                                                            | с. Козарівка, Мигалівецька с/р, біля клубу                     | 1941—1945 рр.                                        | 1985 р.                      | місцеві майстри           | з/бетон                         | ск. 3,5 м, п. 2 м              | № 228 22.05.1986 р.            |                     |
| 36.   | 57      | Пам'ятник 201 воїну-односельчанину, загиблим на фронтах Великої Вітчизняної війни                                                                         | с. Комарівці, Комарівська с/р, біля Будинку культури           | 1941—1945 рр.                                        | 1969 р.                      | Харківський художній фонд | ск. з/бетон, цегла              | ск. 3 м, пост. 2х1х1м          | № 313 від 10.06.1971 р.        |                     |
| 37.   | 40      | Братська могила 43 радянських воїнів, загиблих при визволенні селища, і пам'ятник 168 воїнам-односельчанам, загиблим на фронтах Великої Вітчизняної війни | с-ще Копайгород, Копайгородська с/р, вул. 40-річчя Жовтня      | 1941—1945 рр.                                        | 1946—1975 рр.                | Київський худ. фонд       | ск. з/бетон, пост. камінь       | ск. 1,9 м, п. 1,2х1,2х1 м.     | № 313 10.06.1971 р.            |                     |
| 38.   | 44      | Могила гвардії майора В. С. Мазура, який помер в госпіталі від поранень                                                                                   | с-ще Копайгород, Копайгородська с/р, вул. 40-річчя Жовтня      | 1945 р.                                              | 1946 р.                      | місцеві майстри           | об. граніт                      | об. 2 м                        | № 313 10.06.1971 р.            |                     |
| 39.   | 9       | Братська могила жертв голодомору | с-ще Копайгород, Копайгородська с/р, на кладовищі              | 1932—1933 рр.                                        | 1993 р.                      | ск. Щесяк І. Й.           | граніт, бетон                   | 0,8 м                          | № 183 24.05.2000 р.            |                     |
| 40.   | 58      | Могила 2 радянських воїнів, загиблих при обороні й визволенні села, і пам'ятник 169 воїнам-односельчанам, загиблим на фронтах Великої Вітчизняної війни   | с. Кошаринці, Попівецька с/р, біля Будинку культури            | 1941 р., 1944 р., 1941—1945 рр.                      | 1952 р., 1968 р.             | Київський художній фонд   | ск. з/бетон, пост. камінь       | ск. 3 м, пост. 2,5х2,5х2,5 м   | № 313 10.06.1971 р.            |                     |
| 41.   | 59      | Пам'ятник 108 воїнам-односельчанам, загиблим на фронтах Великої Вітчизняної війни                                                                         | с. Кузьминці, Кузьминецька с/р, біля школи                     | 1941—1945 рр.                                        | 1969 р.                      | Київський художній фонд   | ск. з/бетон, пост. камінь       | ск. 3 м, пост. 2х1х1 м         | № 313 10.06.1971 р.            |                     |
| 42.   | 60      | Пам'ятник 124 воїнам-односельчанам, загиблим на фронтах Великої Вітчизняної війни                                                                         | с. Лісове, Лісівська с/р, при в'їзді в село                    | 1941—1945 рр.                                        | 1969 р.                      | Київський художній фонд   | ск. з/бетон, пост. цегла        | ск. 2,8 м, п. 1,2х1х1 м        | № 313 від 10.06.1971 р.        |                     |
| 43.   | 61      | Пам'ятник 199 воїнам-односельчанам, загиблим на фронтах Великої Вітчизняної війни                                                                         | с. Лука-Барська, Луко-Барська с/р, біля Будинку культури       | 1941—1945 рр.                                        | 1967 р.                      | Одеський художній фонд    | ск. з/бетон, пост. цегла        | ск. 1,9 м, п. 1,5х1,2х1,2х м   | № 313 10.06.1971 р.            |                     |
| 44.   | 10      | Довготривала вогнева споруда | с. Лядова, Журавлівська с/р, 1,5 км на північ від села         | 1931—1934 рр.                                        | 1999 р.                      | ГВІУ Червоної армії       | з/бетон                         | 10 м                           | № 183 24.05.2000 р.            |                     |
| 45.   | 11      | Довготривала вогнева споруда | с. Лядова, Журавлівська с/р, південна околиця села             | 1931—1934 рр.                                        | 1999 р.                      | ГВІУ Червоної армії       | з/бетон                         | 10 м                           | № 183 24.05.2000 р.            |                     |
| 46.   | 12      | Довготривала вогнева споруда | с. Лядова, Журавлівська с/р, 1,5 км на південь від села        | 1931—1934 рр.                                        | 1999 р.                      | ГВІУ Червоної армії       | з/бетон                         | 10 м                           | № 183 24.05.2000 р.            |                     |
| 47.   | 13      | Довготривала вогнева споруда | с. Лядова, Журавлівська с/р 1 км на південний схід від села    | 1931—1934 рр.                                        | 1999 р.                      | ГВІУ Червоної армії       | з/бетон                         | 10 м                           | № 183 24.05.2000 р.            |                     |
| 48.   | 14      | Довготривала вогнева споруда | с. Лядова, Журавлівська с/р 2 км на південний схід             | 1931—1934 рр.                                        | 1999 р.                      | ГВІУ Червоної армії       | з/бетон                         | 3 м                            | № 183 24.05.2000 р.            |                     |
| 49.   | 15      | Довготривала вогнева споруда | с. Лядова, Журавлівська с/р, 1,5 км на південь від села        | 1931—1934 рр.                                        | 1999 р.                      | ГВІУ Червоної армії       | з/бетон                         | 10 м                           | № 183 24.05.2000 р.            |                     |
| 50.   | 16      | Довготривала вогнева споруда | с. Лядова, Журавлівська с/р, 2,5 км на південний схід          | 1931—1934 рр.                                        | 1999 р.                      | ГВІУ Червоної армії       | з/бетон                         | 10 м                           | № 183 24.05.2000 р.            |                     |
| 51.   | 4       | Пам'ятник 117 воїнам-односельчанам, загиблим на фронтах Великої Вітчизняної війни                                                                         | с. Мальчівці, Мальчовецька с/р, біля Будинку культури          | 1941—1945 рр.                                        | 1971 р.                      | Київський художній фонд   | ск. з/бетон, пост. цегла        | ск. 3,78 м, пост. 1,94 м       | № 291 09.06.1977 р.            |                     |
| 52.   | 62      | Пам'ятник 199 воїнам-односельчанам, загиблим на фронтах Великої Вітчизняної війни                                                                         | с. Маньківці, Маньковецька с/р, біля Будинку культури          | 1941—1945 рр.                                        | 1970 р.                      | Київський художній фонд   | ск. з/бетон, пост. цегла        | ск. 2,5 м, пост. 1,85 м        | № 313 10.06.1971 р.            |                     |
| 53.   | 63      | Пам'ятник 80 воїнам-односельчанам, загиблим на фронтах Великої Вітчизняної війни                                                                          | с. Мартинівка, Кузьминецька с/р, біля школи                    | 1941—1945 рр.                                        | 1969 р.                      | Київський худ. фонд       | ск. з/бетон, пост. цегла        | ск. 2,8 м, п. 1,3х1,3х0,9 м    | № 313 10.06.1971 р.            |                     |
| 54.   | 64      | Пам'ятник 80 воїнам-односельчанам, загиблим на фронтах Великої Вітчизняної війни                                                                          | с. Мар'янівка, Володієвецька с/р, біля школи                   | 1941—1945 рр.                                        | 1969 р.                      | Київський художній фонд   | ск. з/бетон, пост. цегла        | ск. 3 м, п. 2х1,5х1,5 м.       | № 313 10.06.1971 р.            |                     |
| 55.   | 41      | Братська могила 26 радянських воїнів, загиблих при визволенні села Матейків та навколишніх сіл                                                            | с. Матейків, Матейківська с/р, біля с/р                        | 1944 р.                                              | 1953 р.                      | Київський худ. фонд       | ск. з/бетон, пост. камінь       | ск. 2 м, пост. 1,5х1,8х1,9 м   | № 313 10.06.1971 р.            |                     |
| 56.   | 8       | Братські могили жертв фашизму | с. Матейків, Матейківська с/р, під лісом                       | 1943 р.                                              | 1997 р.                      | місцеві майстри           | цегла                           | 3х1 м²                         | № 433 22.12.1997 р.            |                     |
| 57.   | 1       | Пам'ятник 126 воїнам-односельцям, загиблим на фронтах ВВВ.                                                                                                | с. Мигалівці, Мигалівецька с/р, біля Будинку культури          | 1941—1945 рр.                                        | 1970 р.                      | Одеський художній фонд    | ск. з/бетон, пост. цегла        | ск. 3,5 м, пост. 2х1,4х3 м,    | № 313 10.06.1971 р.            |                     |
| 58.   | 65      | Пам'ятник 119 воїнам-односельчанам, загиблим на фронтах Великої Вітчизняної війни                                                                         | с. Митки, Митківська с/р, біля медпункту                       | 1941—1945 рр.                                        | 1967 р.                      | Київський художній фонд   | ск. з/бетон, пост. цегла        | ск. 3,5 м, п. 4,8х5,6х1,2 м    | № 313 10.06.1971 р.            |                     |
| 59.   | 9       | Пам'ятник 161 воїнові-односельчанину, загиблому на фронтах Великої Вітчизняної війни                                                                      | с. Окладне, Балківська с/р, в центрі села                      | 1941—1945 рр.                                        | 1983 р.                      | Вінницький худ. фонд      | з/бетон                         | ск. 2,7 м, п. 0,3 м            | № 75 20.02.1985 р.             |                     |
| 60.   | 66      | Пам'ятник 99 воїнам-односельчанам, загиблим на фронтах Великої Вітчизняної війни                                                                          | с. Степанки, Мальчовецька с/р, біля магазину                   | 1941—1945 рр.                                        | 1969 р.                      | Київський худ. фонд       | з/бетон                         | ск. 3,5 м, п. 3х5х0,8 м        | № 313 10.06.1971 р.            |                     |
| 61.   | 42      | Братська могила 50 радянських воїнів, загиблих при визволенні села, і пам'ятник 262 воїнам-односельчанам, загиблим на фронтах Великої Вітчизняної війни   | с. Підлісний Ялтушків, Підлісноялтушківська с/р, біля школи    | 1944 р., 1941—1945 рр.                               | 1955 р., рест. 1982 р.       | Київський художній фонд   | ск. залізобетон, пост. камінь   | ск. 2 м, п. 1,5х1,8х1,9 м      | № 313 10.06.1971 р.            |                     |
| 62.   | 18      | Довготривала вогнева споруда | с. Пилипи, Журавлівська с/р, 1,5 км на південний схід від села | 1931—1934 рр.                                        | 1999 р.                      | ГВІУ Червоної армії       | з/бетон                         | 10 м                           | № 183 24.05.2000 р.            |                     |
| 63.   | 68      | Пам'ятник 212 воїнам-односельчанам, загиблим на фронтах Великої Вітчизняної війни                                                                         | с. Полівці, Половецька с/р, біля контори заводу                | 1941—1945 рр.                                        | 1967 р.                      | Київський художній фонд   | ск. з/бетон, пост. з/бетон      | ск. 2,5 м, п. 2,5х2,5х2,5 м    | № 313 10.06.1971 р.            |                     |
| 64.   | 67      | Пам'ятник 112 воїнам-односельчанам, загиблим на фронтах Великої Вітчизняної війни                                                                         | с. Польове, Лісівська с/р, біля клубу                          | 1941—1945 рр.                                        | 1968 р.                      | Київський художній фонд   | ск. з/бетон, пост. цегла        | ск. 2,5 м, п. 1,5х1,5х1,5 м    | № 313 10.06.1971 р.            |                     |
| 65.   | 19      | Довготривала вогнева споруда | с. Польове, Лісівська с/р, 1,5 км на північ                    | 1931—1934 рр.                                        | 1999 р.                      | ГВІУ Червоної армії       | з/бетон                         | 10 м                           | № 183 24.05.2000 р.            |                     |
| 66.   | 20      | Довготривала вогнева споруда | с. Польове, Лісівська с/р, 2,5 км на північний схід            | 1931—1934 рр.                                        | 1999 р.                      | ГВІУ Червоної армії       | з/бетон                         | 10 м                           | № 183 24.05.2000 р.            |                     |
| 67.   | 21      | Довготривала вогнева споруда | с. Польове, Лісівська с/р, 1 км на схід                        | 1931—1934 рр.                                        | 1999 р.                      | ГВІУ Червоної армії       | з/бетон                         | 3 м                            | № 183 24.05.2000 р.            |                     |
| 68.   | 22      | Довготривала вогнева споруда | с. Польове, Лісівська с/р, 1,7 км на схід                      | 1931—1934 рр.                                        | 1999 р.                      | ГВІУ Червоної армії       | з/бетон                         | 10 м                           | № 183 24.05.2000 р.            |                     |
| 69.   | 23      | Довготривала вогнева споруда | с. Польове, Лісівська с/р, 1 км на південь                     | 1931—1934 рр.                                        | 1999 р.                      | ГВІУ Червоної армії       | з/бетон                         | 10 м                           | № 183 24.05.2000 р.            |                     |
| 70.   | 69      | Пам'ятник 100 воїнам-односельчанам, загиблим на фронтах Великої Вітчизняної війни                                                                         | с. Сеферівка, Журавлівська с/р, біля школи                     | 1941—1945 рр.                                        | 1967 р.                      | Київський худ. фонд       | ск. з/бетон, пост. цегла        | ск. 2,2 м, п. 1,5х1,2х1,2м     | № 313 10.06.1971 р.            |                     |
| 71.   | 70      | Пам'ятник 26 воїнам-односельчанам, загиблим на фронтах Великої Вітчизняної війни                                                                          | с. Слобода-Гулівська, Гулівська с/р, біля клубу                | 1941—1945 рр.                                        | 1967 р.                      | Київський художній фонд   | ск. з/бетон, пост. цегла        | ск. 2,7 м, п. 2х3х1,5 м        | № 313 10.06.1971 р.            |                     |
| 72.   | 71      | Пам'ятник 50 воїнам-односельчанам, загиблим на фронтах Великої Вітчизняної війни                                                                          | с. Слобода-Ходацька, Ходацька с/р, біля клубу                  | 1941—1945 рр.                                        | 1969 р.                      | Одеський художній фонд    | ск. з/бетон, пост. цегла        | ск. 3 м, п. 1,8х1,3х1,3 м      | № 313 10.06.1971 р.            |                     |
| 73.   | 72      | Пам'ятник 50 воїнам-односельчанам, загиблим на фронтах Великої Вітчизняної війни                                                                          | с. Супівка, Супівська с/р, біля клубу                          | 1941—1945 рр.                                        | 1967 р.                      | Київський художній фонд   | об. граніт, пост. граніт        | об. 5 м, п. 2,3х1,2х1,2 м      | № 313 10.06.1971 р.            |                     |
| 74.   | 188     | Пам'ятник 150 воїнам-односельчанам на фронтах Великої Вітчизняної війни                                                                                   | с. Терешки, Терешківська с/р                                   | 1941—1945 рр.                                        | 1980 р.                      | Львівський худ. фонд      | ск. з/бетон, пост. цегла        | ск. 3 м, п. 1,7х3,5х2,4 м      | № 96 17.02.1983 р.             |                     |
| 75.   | 2       | Пам'ятник 109 воїнам-односельчанам, загиблим на фронтах Великої Вітчизняної війни                                                                         | с. Трудолюбівка, Матейківська с/р, в центрі села               | 1941—1945 рр.                                        | 1989 р.                      | Київський худ. фонд       | з/бетон                         | ск. 3,0 м                      | № 14820.12.1993 р.             |                     |
| 76.   | 73      | Пам'ятник 103 воїнам-односельчанам, загиблим на фронтах Великої Вітчизняної війни                                                                         | с. Українське, Копайгородська с/р, біля контори КСП            | 1941—1945 рр.                                        | 1969 р.                      | Київський художній фонд   | ск. з/бетон, пост. камінь       | ск. 3,5 м, п. 1,2х1,2х1,2 м    | № 313 10.06.1971 р.            |                     |
| 77.   | 74      | Пам'ятник 102 воїнам-односельчанам, загиблим на фронтах Великої Вітчизняної війни                                                                         | с. Ходаки, Ходацька с/р, біля дитячого садка                   | -//-                                                 | 1969 р.                      | Одеський художній фонд    | ск. з/бетон, пост. цегла        | ск. 4,2 м, п. 1,2х1,2х1,2 м    | № 313 10.06.1971 р.            |                     |
| 78.   | 2       | Пам'ятник 135 воїнам-односельчанам, загиблим на фронтах Великої Вітчизняної війни                                                                         | с. Чемериське, Чемериська с/р, біля с/р                        | 1941—1945 рр.                                        | 1967 р.                      | Київський художній фонд   | ск. з/бетон, пост. цегла        | ск. 2,5 м, п. 2х0,9х1,8 м      | № 96 17.02.1983 р.             |                     |
| 79.   | 75      | Пам'ятник 131 воїнові-односельчанину, загиблому на фронтах Великої Вітчизняної війни                                                                      | с. Червоне, Каришківська с/р, біля школи                       | 1941—1945 рр.                                        | 1967 р.                      | Київський худ. фонд       | ск. з/бетон, пост. цегла        | ск. 2,5 м, п. 1,5х1,3х1,5 м    | № 313 10.06.1971 р.            |                     |
| 80.   | 5       | Пам'ятник 66 воїнам-односельчанам, загиблим на фронтах Великої Вітчизняної війни                                                                          | с. Шевченка, Івановецька с/р, біля клубу                       | 1941—1945 рр.                                        | 1972 р.                      | Київський худ. фонд       | ск. з/бетон, пост. цегла        | ск. 3,6 м, п. 1,5х4,8х8 м      | № 29 19.06.1977 р.             |                     |
| 81.   | 76      | Пам'ятник 60 воїнам-односельчанам, загиблим на фронтах Великої Вітчизняної війни                                                                          | с. Шипинки, Копайгородська с/р, на околиці села                | 1941—1945 рр.                                        | 1970 р.                      | Київський худ. фонд       | об. з/бетон, цегла              | об. 5 м, п. 1,2х1,2х1 м        | № 313 10.06.1971 р.            |                     |
| 82.   | 37      | Братська могила червоноармійців | с. Ялтушків, Ялтушківська с/р, біля парку                      | 1918—1920 р.                                         | 1962 р.                      | місцеві майстри           | об. камінь, пост. камінь        | об. 4,5 м, п. 2х2,3х2,3 м      | № 313 10.06.1971 р.            |                     |
| 83.   | 43      | Братська могила 384 радянських воїнів, загиблих при визволенні села Ялтушкова та навколишніх сіл                                                          | с. Ялтушків, Ялтушківська с/р, біля клубу                      | 1944 р.                                              | 1953 р.                      | Київський худ фонд        | ск. з/бетон, пост. камінь       | ск. 3 м, п. 1,х1,8х1,5 м       | № 313 10.06.1971 р.            |                     |
| 84.   | 1       | Братська могила 40 радянських воїнів, загиблих при визволенні села                                                                                        | с. Ялтушків, Ялтушківська с/р, біля цукрового заводу           | 1944 р.                                              | 1953 р.                      | Київський худ. фонд       | ск. з/бетон, пост. камінь       | ск. 2,2 м, п. 1,5х1,5х2,5 м    | № 29 19.06.1977 р.             |                     |
| 85.   | 5       | Братська могила жертв фашизму | с. Ялтушків, Ялтушківська с/р                                  | 1942 р.                                              | 1992 р.                      | місцеві майстри           | об. бетон                       | об. 2 м                        | № 50120.12.93 р.               |                     |
| 86.   | 24      | Довготривала вогнева споруда | с. Ялтушків, Ялтушківська с/р, південна околиця села           | 1931—1934 рр.                                        | 1999 р.                      | ГВІУ Червоної армії       | з/бетон                         | 3 м                            | № 183 24.05.2000 р.            |                     |
| 87.   | 25      | Довготривала вогнева споруда | с. Ялтушків, Ялтушківська с/р, південно-західна околиця села   | 1931—1934 рр.                                        | 1999 р.                      | ГВІУ Червоної армії       | з/бетон                         | 3 м                            | № 183 24.05.2000 р.            |                     |
| 88.   | 26      | Довготривала вогнева споруда | с. Ялтушків, Ялтушківська с/р, південна околиця села           | 1931—1934 рр.                                        | 1999 р.                      | ГВІУ Червоної армії       | з/бетон                         | 10 м                           | № 183 24.05.2000 р.            |                     |
|       |         | |                                                                |                                                      |                              |                           |                                 |                                |                                |                     |